# Преображенська церква (Райгородок)
Преображенська церква — православний храм та пам'ятка архітектури національного значення у Райгородці.

## Історія
Постановою Кабінету Міністрів УРСР від 06.09.1979 № 442 «Про доповнення списку пам'яток містобудування і архітектури Української РСР, що перебувають під охороною держави» надано статус «пам'ятник архітектури національного значення» з охоронним № 1778.
Встановлено інформаційну дошку.

## Опис
Споруджено в період 1825—1840 років у стилі російський класицизм над берегом річки Десна — нині старий рукав Старик.
Кам'яна, не оштукатурена, одноголова, хрестоподібна у плані церква. Із заходу і сходу примикають рамени (ніші) на всю висоту напівциркульні в плані, з півночі і півдня — прямокутні рамени в плані, що завершуються трикутними фронтонами. Основні обсяги прикрашені пілястрами доричного ордера, які несуть антаблемент із фризом, прикрашеним тригліфами та карнизом з модульонами. Між раменами розташовуються низькі (підлога висоти рамена) прямокутні камери (приміщення) з двосхилими дахами. Вінчає храм великий купол з глухим ліхтарем і декоративною головкою на круглому циліндричному світловому (з вікнами) барабані. Барабан голови увінчаний карнизом із частими кронштейнами, вікна барабана напівциркульні. Центральне місце в інтер'єрі займає підкупольний простір: на чотири пілони, утворені перетином внутрішніх стін з арочними прорізами, спираються підпружні арки, що несуть барабан. В інтер'єрі — розвинений, великий винос карниз з модульонами, що обрамляє основні обсяги в рівні п'ять арок. Перекриття гілок — напівциркульне склепіння, глави — напівсферичне.
За радянських часів храм був закритий, використовувався як склад.